# Décomposition des idéaux premiers dans les extensions galoisiennes
En mathématiques, l'interaction entre le groupe de Galois G d'une extension galoisienne de corps de nombres L/K (ou de corps de nombres p-adiques, ou de corps de fonctions), et la manière dont les idéaux premiers de l'anneau OK des entiers se décomposent sous forme de produits d'idéaux premiers de OL, est à la base de nombreux développements fructueux en théorie algébrique des nombres.
Le cas d'une extension non nécessairement galoisienne est traitée dans l'article « Décomposition des idéaux premiers ». Les notions d'extension ramifiée, d'extension décomposée y sont envisagées ; ces notions doivent certainement être familières pour aborder la lecture du présent article. Dans le cas d'une extension galoisienne, la structure supplémentaire se traduit au niveau de ces propriétés, via certains sous-groupes du groupe de Galois : le groupe de décomposition et le groupe d'inertie, mais aussi les groupes de ramification (en) supérieurs.
Ces notions sont quelquefois attribuées à David Hilbert par l'appellation « théorie de Hilbert ». Il existe une analogie géométrique, la ramification des surfaces de Riemann, qui est plus simple du fait qu'une seule sorte de sous-groupe de G doit être considérée, plutôt que deux. Ceci était certainement familier avant Hilbert[réf. nécessaire].

## Les propriétés fondamentales

### Sur les indices
Soit la factorisation d'un idéal premier P de OK dans OL :
comme un produit d'idéaux premiers distincts Pj de OL, avec les indices de ramification ej, alors G agit transitivement sur les Pj. C’est-à-dire, les facteurs idéaux premiers de P dans L forment une orbite unique sous les K-automorphismes de L. L'unicité de la décomposition en produit d'idéaux premiers permet alors de montrer que l'indice de ramification ej = e est indépendant de j. De même pour les degrés d'inertie fj, en regardant cette fois l'action du groupe de Galois sur les corps résiduels (on explique plus en détail ci-dessous cette action, ce qui est plus technique). Ces deux assertions sont fausses en général pour les extensions non galoisiennes.
On obtient alors la relation suivante
où g est le nombre d'idéaux premiers distincts intervenant dans la décomposition de l'idéal P.

### Théorie de Galois
Cependant, la relation obtenue sur les indices ne traduit qu'une petite partie de la richesse introduite par la structure galoisienne. En effet, un élément g du groupe de Galois agit sur L en laissant K invariant et, par restriction, sur OL en laissant OK invariant. Un idéal premier Pi de OL au-dessus d'un idéal premier P de OK étant donné, on vérifie facilement que l'action passe au quotient :
est un isomorphisme de OK/P-espaces vectoriels entre les corps résiduels. Pour obtenir un automorphisme, il est intéressant de se restreindre au cas où g(Pi) = Pi. On appelle groupe de décomposition, noté DPi, de l'idéal Pi, l'ensemble des éléments du groupe de Galois qui vérifient cette relation. La relation fondamentale en termes de théorie de Galois devient alors :
où le morphisme de droite est celui qu'on vient de définir. Sa surjectivité constitue un théorème. Quant à son noyau, on le définit comme étant le groupe d'inertie. Ces objets contiennent l'information qui était codée par les indices de ramification et degré d'inertie dans le cas non galoisien : le cardinal du groupe d'inertie est l'indice de ramification, celui du groupe de décomposition est le produit du degré d'inertie et de l'indice de ramification.

### Application de la correspondance de Galois
Les sous-corps correspondant, par la correspondance de Galois, aux sous-groupes qu'on vient de définir, admettent une interprétation arithmétique simple : le groupe de décomposition correspond à l'extension totalement décomposée maximale, et le groupe d'inertie à l'extension non ramifiée maximale.

### Le symbole d'Artin
Dans le cas d'une extension (galoisienne) non ramifiée en un premier Pi, le groupe d'inertie est trivial, comme remarqué précédemment. La relation fondamentale devient alors un isomorphisme entre le groupe de décomposition en Pi et le groupe de Galois de l'extension des corps résiduels. Dans le cas où les corps résiduels sont finis, ce qui est vrai en particulier pour les corps de nombres et les corps de nombres p-adiques, le groupe de Galois de l'extension de corps résiduels est cyclique et admet un générateur privilégié : l'automorphisme de Frobenius. Son image dans le groupe de décomposition est alors appelé l'automorphisme de Frobenius global
(par opposition à l'automorphisme de Frobenius de l'extension résiduelle qu'on pourrait qualifier de résiduel). En effet, si l'on considère l'extension locale obtenue par complétion de l'extension L/K en Pi, on obtient une extension non ramifiée de corps de nombres p-adiques dont le groupe de Galois est exactement isomorphe à celui de l'extension résiduelle et est engendré par l'automorphisme de Frobenius dit ``local", image également de l'automorphisme de Frobenius de l'extension résiduelle. Si l'extension L/K est Abélienne ({\displaystyle G=Gal(L/K)} commutatif), l'automorphisme de Frobenius global est indépendant du choix de l'idéal premier
Pi de L au-dessus de p (idéal premier de K) et se note {\displaystyle \left({\frac {L/K}{p}}\right)}.
Supposons maintenant L/K Abélienne.
Pour un idéal fractionnaire {\displaystyle a} de K de étranger à la ramification dans L/K, de la forme
où les {\displaystyle p_{k}} sont des idéaux premiers quelconques (non ramifiés) du corps de base K,
on appelle symbole d'Artin de l'idéal {\displaystyle a}, l'élément de {\displaystyle G} noté
où chaque {\displaystyle \left({\frac {L/K}{p_{k}}}\right)} est l'automorphisme de Frobenius global que l'on vient de définir dans le cas Abélien.
C'est un objet à la base de la théorie du corps de classes global dans la mesure où l'application (dite aussi application d'Artin) du groupe des idéaux de K (étrangers à la ramification) dans le groupe {\displaystyle G} qui en résulte est surjective et a un noyau canonique calculable (point très profond et difficile de la théorie), ce qui constitue la "Loi de Réciprocité d'Artin", considérable généralisation pour les corps de nombres de la loi de réciprocité quadratique de Gauss.

## Exemple: les entiers de Gauss
Ce paragraphe décrit la décomposition des idéaux premiers dans l'extension de corps ℚ(i)/ℚ, c'est-à-dire que nous prenons K = ℚ et L = ℚ(i), donc OK est simplement ℤ, etOL = ℤ[i] est l'anneau des entiers de Gauss. Bien que ce cas soit loin d'être représentatif — après tout, ℤ[i] est factoriel — il expose beaucoup de possibilités de la théorie.
En notant G le groupe de Galois de ℚ(i)/ℚ, et σ l'automorphisme de conjugaison complexe dans G, il existe trois cas à considérer.

### Le nombre premierp= 2
Le nombre premier 2 de ℤ se ramifie dans ℤ[i] :

donc ici, l'indice de ramification est e = 2. Le corps résiduel OL/(1 + i)OL est le corps fini à deux éléments. Le groupe de décomposition est égal à G tout entier, puisqu'il existe seulement un élément premier de ℤ[i] au-dessus de 2. Le groupe d'inertie est aussi G tout entier, puisque pour tous entiers a et b,
En fait, 2 est le seul nombre premier qui se ramifie dans ℤ[i], puisque chaque nombre premier qui se ramifie doit diviser le discriminant de ℤ[i], qui est –4.

### Nombres premiersp≡ 1 mod 4
Tout nombre premier p ≡ 1 mod 4 se décompose en deux idéaux premiers distincts dans ℤ[i] ; ceci est une manifestation du théorème de Fermat sur les sommes de deux carrés. Par exemple,

Les groupes de décomposition dans ce cas sont tous les deux le groupe trivial ; l'automorphisme σ échange les deux nombres premiers 2 + 3i et 2 – 3i, donc il ne peut pas être dans le groupe de décomposition de chaque nombre premier. Le groupe d'inertie, étant un sous-groupe du groupe de décomposition, est aussi le groupe trivial. Il existe deux corps résiduels, un pour chaque nombre premier,
qui sont tous les deux isomorphes au corps fini à 13 éléments. L'élément de Frobenius est l'automorphisme trivial, ce qui signifie que pour tous entiers a et b,

### Nombres premiersp≡ 3 mod 4
Tout nombre premier p ≡ 3 mod 4 reste inerte dans ℤ[i], c’est-à-dire qu'il ne se décompose pas. Par exemple, (7) reste premier dans ℤ[i]. Dans cette situation, le groupe de décomposition est de nouveau G tout entier, parce qu'il existe seulement un seul facteur premier. Néanmoins, cette situation diffère du cas p = 2, parce que maintenant σ n'agit pas de manière triviale sur le corps résiduel OL/(7)OL, qui est le corps fini à 72 = 49 éléments. Par exemple, la différence entre 1 + i et σ(1 + i) = 1 – i est 2i, qui n'est pas divisible par 7. Par conséquent, le groupe d'inertie est le groupe trivial. Le groupe de Galois de ce corps résiduel sur le sous-corps ℤ/7ℤ est d'ordre 2, et est engendré par l'image de l'élément de Frobenius. Le Frobenius n'est autre que σ, ce qui signifie que pour tous entiers a et b,

### Résumé
| Nombre premier dans ℤ | Décomposition dans ℤ[i]                 | Groupe d'inertie | Groupe de décomposition |
| --------------------- | --------------------------------------- | ---------------- | ----------------------- |
| 2                     | se ramifie avec indice 2                | G                | G                       |
| p ≡ 1 mod 4           | se décompose en deux facteurs distincts | 1                | 1                       |
| p ≡ 3 mod 4           | reste inerte                            | 1                | G                       |

## Calcul de la factorisation
La méthode suivante permet dans de nombreux cas de déterminer la factorisation d'un idéal premier P de OK en premiers de OL. Pour qu'elle soit applicable, il suffit que l'extension L/K soit finie et séparable ; l'hypothèse supplémentaire de normalité dans la définition d'une extension de Galois n'est pas nécessaire. La stratégie est de choisir un élément primitif θ dans OL et d'examiner son polynôme minimal H(X) sur K ; c'est un polynôme unitaire à coefficients dans OK. En réduisant modulo P ces coefficients, on obtient un polynôme unitaire h(X) à coefficients dans le corps résiduel (fini) F = OK(P). Si la factorisation de h(X) dans F[X] (en produit de puissances de polynômes unitaires irréductibles) est

alors, dès que P n'appartient pas à l'ensemble fini (décrit ci-dessous) des premiers exceptionnels, sa factorisation sur OL (en produit de puissances d'idéaux premiers distincts) est de la forme

De plus, le degré d'inertie de chaque Qj est égal au degré du polynôme hj correspondant, et l'on a une formule explicite pour les Qj :
Si l'extension est de Galois, tous les degrés d'inertie sont égaux, de même que tous les indices de ramification e1 = … = en.
Les premiers exceptionnels, pour lesquels le résultat ci-dessus n'est pas toujours vrai, sont ceux qui ne sont pas premiers avec le conducteur de l'anneau OK[θ].

Ce conducteur est par définition l'idéal suivant de l'anneau OL des entiers de L :
Il mesure à quel point l'ordre OK[θ] diffère de l'ordre maximal qu'est l'anneau OL tout entier.

### Un exemple
Considérons de nouveau le cas des entiers de Gauss. Nous prenons, comme élément primitif θ, l'unité imaginaire i, dont le polynôme minimal est X2 + 1. Puisqu'ici OK[θ] = ℤ[i] est égal à la totalité de l'anneau des entiers de L = ℚ(i), l'idéal conducteur est l'anneau OL lui-même, donc il n'existe pas de premiers exceptionnels.
- Pour P = (2), nous devons travailler dans le corps ℤ/(2)ℤ et factoriser modulo 2 le polynôme X2 + 1 :{\displaystyle X^{2}+1=(X+1)^{2}{\pmod {2}}.}Par conséquent, il n'existe qu'un facteur premier, de degré d'inertie 1 et d'indice de ramification 2, et il est donné par{\displaystyle Q=(2)\mathbb {Z} [{\rm {i}}]+({\rm {i}}+1)\mathbb {Z} [{\rm {i}}]=(1+{\rm {i}})\mathbb {Z} [{\rm {i}}].}
- Le cas suivant est P = (p) pour un nombre premier p ≡ 3 mod 4 ; plus concrètement, nous prendrons P = (7). Le polynôme {\displaystyle X^{2}+1} est irréductible modulo 7. Par conséquent, il n'existe qu'un facteur premier, de degré d'inertie 2 et d'indice de ramification 1, et il est donné par{\displaystyle Q=(7)\mathbb {Z} [{\rm {i}}]+({\rm {i}}^{2}+1)\mathbb {Z} [{\rm {i}}]=7\mathbb {Z} [{\rm {i}}].}
- Le dernier cas est P = (p) pour un nombre premier p ≡ 1 mod 4 ; nous prendrons de nouveau P = (13). Cette fois, nous avons la factorisation{\displaystyle X^{2}+1=(X+5)(X-5){\pmod {13}}.~}Par conséquent, il existe deux facteurs premiers, tous les deux avec un degré d'inertie et un indice de ramification égal à 1. Ils sont donnés par{\displaystyle Q_{1}=(13)\mathbb {Z} [{\rm {i}}]+({\rm {i}}+5)\mathbb {Z} [{\rm {i}}]=(2+3{\rm {i}})\mathbb {Z} [{\rm {i}}]\quad {\text{et}}\quad Q_{2}=(13)\mathbb {Z} [{\rm {i}}]+({\rm {i}}-5)\mathbb {Z} [{\rm {i}}]=(2-3{\rm {i}})\mathbb {Z} [{\rm {i}}].}